# Lijst van senatoren uit Pennsylvania

Zegel van de staat Pennsylvania

Dit is een lijst van de senatoren voor de Amerikaanse staat Pennsylvania. De senatoren voor Pennsylvania zijn ingedeeld als Klasse I en Klasse III. De twee huidige senatoren voor Pennsylvania zijn: John Fetterman van de Democratische Partij senator sinds 2023 de (senior senator) en David McCormick van de Republikeinse Partij senator sinds 2025 de (junior senator).
Prominenten die hebben gediend als senator voor Pennsylvania zijn onder anderen: Albert Gallatin (later minister van Financiën en ambassadeur), George Dallas (later vicepresident), Simon Cameron (later minister van Oorlog en ambassadeur), David Wilmot (later rechter voor het Hof van Beroep voor het federale circuit), William Andrew Wallace (Democratisch partijleider in de senaat van 1877 tot 1881), Matt Quay (prominent politicus), Philander Knox (later minister van Buitenlandse Zaken en eerder van Justitie), Hugh Scott (Republikeins partijleider in de senaat van 1969 tot 1977), John Heinz (erfgenaam van Heinz), Rick Santorum (prominent politicus), Robert Morris (prominent ondernemer), William Wilkins (later minister van Oorlog), James Buchanan (later president), Donald Cameron (eerder minister van Oorlog), Boies Penrose (prominent politicus), Jim Davis (eerder minister van Arbeid), Joseph Clark (prominent politicus), Richard Schweiker (later minister van Volksgezondheid en Sociale Zaken) en Arlen Specter (prominent politicus).
Vier senatoren voor Pennsylvania zijn ook minister van Oorlog geweest: William Wilkins, Simon Cameron en Donald Cameron en vier senatoren zijn ook gouverneur van Pennsylvania geweest: William Findlay, Ed Martin, William Bigler en Jim Duff.

## Klasse I
| Nr.    | Senator voor Pennsylvania Senator from Pennsylvania | Senator voor Pennsylvania Senator from Pennsylvania | Senator voor Pennsylvania Senator from Pennsylvania | Ambtstermijn     | Ambtstermijn     | Partij(en)   | Verkiezing(en) |
| ------ | --------------------------------------------------- | --------------------------------------------------- | --------------------------------------------------- | ---------------- | ---------------- | ------------ | -------------- |
| 1      |                                                     | William Maclay                                      | William Maclay (1737–1804)                          | 4 maart 1789     | 4 maart 1791     | DR           | 1788           |
| Vacant |                                                     |                                                     |                                                     |                  |                  |              |                |
| 2      |                                                     | Albert Gallatin                                     | Albert Gallatin (1761–1849)                         | 28 februari 1793 | 28 februari 1794 | DR           | 1793           |
| Vacant |                                                     |                                                     |                                                     |                  |                  |              | 1793           |
| 3      |                                                     | James Ross                                          | James Ross (1762–1847)                              | 24 april 1794    | 4 maart 1803     | F            | 1794           |
| 3      | 1797                                                | James Ross                                          | James Ross (1762–1847)                              | 24 april 1794    | 4 maart 1803     | F            |                |
| 7      |                                                     | William Findlay                                     | William Findlay (1768–1846)                         | 10 december 1821 | 4 maart 1827     | DR           | 1831           |
| 8      |                                                     | Isaac Barnard                                       | Isaac Barnard (1791–1834)                           | 4 maart 1827     | 6 december 1831  | DR (1827–28) | 1826           |
| 8      | D (1828–31)                                         | Isaac Barnard                                       | Isaac Barnard (1791–1834)                           | 4 maart 1827     | 6 december 1831  |              | 1826           |
| Vacant |                                                     |                                                     |                                                     |                  |                  |              | 1826           |
| 9      |                                                     | George Dallas                                       | George Dallas (1792–1864)                           | 13 december 1831 | 4 maart 1833     | D            | 1831           |
| Vacant |                                                     |                                                     |                                                     |                  |                  |              |                |
| 10     |                                                     | Samuel McKean                                       | Samuel McKean (1887–1841)                           | 7 december 1833  | 4 maart 1839     | D            | 1833           |
| Vacant |                                                     |                                                     |                                                     |                  |                  |              |                |
| 11     |                                                     | Daniel Sturgeon                                     | Daniel Sturgeon (1789–1878)                         | 14 januari 1840  | 4 maart 1851     | D            | 1840           |
| 11     | 1845                                                | Daniel Sturgeon                                     | Daniel Sturgeon (1789–1878)                         | 14 januari 1840  | 4 maart 1851     | D            |                |
| 12     |                                                     | Richard Brodhead                                    | Richard Brodhead (1811–1863)                        | 4 maart 1851     | 4 maart 1857     | D            | 1851           |
| 13     |                                                     | Simon Cameron                                       | Simon Cameron (1799–1889)                           | 4 maart 1857     | 4 maart 1861     | R            | 1857           |
| Vacant |                                                     |                                                     |                                                     |                  |                  |              | 1857           |
| 14     |                                                     | David Wilmot                                        | David Wilmot (1814–1868)                            | 14 maart 1861    | 4 maart 1863     | R            | 1861           |
| 15     |                                                     | Charles Buckalew                                    | Charles Buckalew (1821–1899)                        | 4 maart 1863     | 4 maart 1869     | D            | 1863           |
| 16     |                                                     | John Scott                                          | John Scott (1824–1896)                              | 4 maart 1869     | 4 maart 1875     | R            | 1869           |
| 17     |                                                     | William Andrew Wallace                              | William Andrew Wallace (1827–1896)                  | 4 maart 1875     | 4 maart 1881     | D            | 1875           |
| 18     |                                                     | John Inscho Mitchell                                | John Inscho Mitchell (1838–1907)                    | 4 maart 1881     | 4 maart 1887     | R            | 1881           |
| 19     |                                                     | Matt Quay                                           | Matt Quay (1833–1904)                               | 4 maart 1887     | 4 maart 1899     | R            | 1887           |
| 19     | 1893                                                | Matt Quay                                           | Matt Quay (1833–1904)                               | 4 maart 1887     | 4 maart 1899     | R            |                |
| Vacant | Vacant                                              | Vacant                                              | Vacant                                              | Vacant           | Vacant           | Vacant       | 1899           |
| (19)   |                                                     | Matt Quay                                           | Matt Quay (1833–1904)                               | 16 januari 1901  | 28 mei 1904      | R            | 1901           |
| Vacant |                                                     |                                                     |                                                     |                  |                  |              | 1901           |
| 20     |                                                     | Philander Know                                      | Philander Knox (1853–1921)                          | 10 juni 1904     | 6 maart 1909     | R            | 1901           |
| 20     | 1905 (1)                                            | Philander Know                                      | Philander Knox (1853–1921)                          | 10 juni 1904     | 6 maart 1909     | R            |                |
| 20     | 1905 (2)                                            | Philander Know                                      | Philander Knox (1853–1921)                          | 10 juni 1904     | 6 maart 1909     | R            |                |
| Vacant |                                                     |                                                     |                                                     |                  |                  |              |                |
| 21     |                                                     | George Oliver                                       | George Oliver (1848–1919)                           | 18 maart 1909    | 4 maart 1917     | R            | 1909           |
| 21     | 1911                                                | George Oliver                                       | George Oliver (1848–1919)                           | 18 maart 1909    | 4 maart 1917     | R            |                |
| 22     |                                                     | Philander Know                                      | Philander Knox (1853–1921)                          | 4 maart 1917     | 12 oktober 1921  | R            | 1916           |
| Vacant |                                                     |                                                     |                                                     |                  |                  |              | 1916           |
| 23     |                                                     | William Crow                                        | William Crow (1870–1922)                            | 24 oktober 1921  | 2 augustus 1922  | R            | 1916           |
| Vacant |                                                     |                                                     |                                                     |                  |                  |              | 1916           |
| 24     |                                                     | David Reed                                          | David Reed (1880–1953)                              | 8 augustus 1922  | 3 januari 1935   | D            | 1916           |
| 24     | D                                                   | David Reed                                          | David Reed (1880–1953)                              | 8 augustus 1922  | 3 januari 1935   | 1922 (1)     |                |
| 24     | D                                                   | David Reed                                          | David Reed (1880–1953)                              | 8 augustus 1922  | 3 januari 1935   | 1922 (2)     |                |
| 24     | D                                                   | David Reed                                          | David Reed (1880–1953)                              | 8 augustus 1922  | 3 januari 1935   | 1928         |                |
| 25     |                                                     | Joe Guffey                                          | Joe Guffey (1870–1959)                              | 3 januari 1935   | 3 januari 1947   | D            | 1934           |
| 25     | 1940                                                | Joe Guffey                                          | Joe Guffey (1870–1959)                              | 3 januari 1935   | 3 januari 1947   | D            |                |
| 26     |                                                     | Ed Martin                                           | Ed Martin (1879–1967)                               | 3 januari 1947   | 3 januari 1959   | R            | 1946           |
| 26     | 1952                                                | Ed Martin                                           | Ed Martin (1879–1967)                               | 3 januari 1947   | 3 januari 1959   | R            |                |
| 27     |                                                     | Hugh Scott                                          | Hugh Scott (1900–1994)                              | 3 januari 1959   | 3 januari 1977   | R            | 1958           |
| 27     | 1964                                                | Hugh Scott                                          | Hugh Scott (1900–1994)                              | 3 januari 1959   | 3 januari 1977   | R            |                |
| 27     | 1970                                                | Hugh Scott                                          | Hugh Scott (1900–1994)                              | 3 januari 1959   | 3 januari 1977   | R            |                |
| 28     |                                                     | John Heinz                                          | John Heinz (1938–1991)                              | 3 januari 1977   | 4 april 1991     | R            | 1976           |
| 28     | 1982                                                | John Heinz                                          | John Heinz (1938–1991)                              | 3 januari 1977   | 4 april 1991     | R            |                |
| 28     | 1988                                                | John Heinz                                          | John Heinz (1938–1991)                              | 3 januari 1977   | 4 april 1991     | R            |                |
| Vacant |                                                     |                                                     |                                                     |                  |                  |              |                |
| 29     |                                                     | Harris Wofford                                      | Harris Wofford (1926–2019)                          | 10 mei 1991      | 3 januari 1995   | D            |                |
| 29     | 1991                                                | Harris Wofford                                      | Harris Wofford (1926–2019)                          | 10 mei 1991      | 3 januari 1995   | D            |                |
| 30     |                                                     | Rick Santorum                                       | Rick Santorum (1958)                                | 3 januari 1995   | 3 januari 2007   | R            | 1994           |
| 30     | 2000                                                | Rick Santorum                                       | Rick Santorum (1958)                                | 3 januari 1995   | 3 januari 2007   | R            |                |
| 31     |                                                     | Bob Casey jr.                                       | Bob Casey jr. (1960)                                | 3 januari 2007   | 3 januari 2025   | D            | 2006           |
| 31     | 2012                                                | Bob Casey jr.                                       | Bob Casey jr. (1960)                                | 3 januari 2007   | 3 januari 2025   | D            |                |
| 31     | 2018                                                | Bob Casey jr.                                       | Bob Casey jr. (1960)                                | 3 januari 2007   | 3 januari 2025   | D            |                |
| 32     |                                                     | David McCormick                                     | David McCormick (1965)                              | 3 januari 2025   | heden            | R            | 2024           |

## Klasse III
| Nr.    | Senator voor Pennsylvania Senator from Pennsylvania | Senator voor Pennsylvania Senator from Pennsylvania | Senator voor Pennsylvania Senator from Pennsylvania | Ambtstermijn     | Ambtstermijn     | Partij(en)  | Verkiezing(en) |
| ------ | --------------------------------------------------- | --------------------------------------------------- | --------------------------------------------------- | ---------------- | ---------------- | ----------- | -------------- |
| 1      |                                                     | Robert Morris                                       | Robert Morris (1734–1806)                           | 4 maart 1789     | 4 maart 1795     | F           | 1788           |
| 2      |                                                     | William Bingham                                     | William Bingham (1752–1804)                         | 4 maart 1795     | 4 maart 1801     | F           | 1795           |
| 3      |                                                     | Peter Muhlenberg                                    | Peter Muhlenberg (1746–1807)                        | 4 maart 1801     | 30 juni 1801     | DR          | 1801 (2)       |
| Vacant |                                                     |                                                     |                                                     |                  |                  |             | 1801 (2)       |
| 4      |                                                     | George Logan                                        | George Logan (1753–1821)                            | 18 december 1801 | 4 maart 1807     | DR          | 1801 (2)       |
| 5      |                                                     | Andrew Gregg                                        | Andrew Gregg (1753–1821)                            | 4 maart 1807     | 4 maart 1813     | DR          | 1806           |
| 6      |                                                     | Abner Lacock                                        | Abner Lacock (1770–1837)                            | 4 maart 1813     | 4 maart 1819     | DR          | 1812           |
| 7      |                                                     | Walter Lowrie                                       | Walter Lowrie (1784–1868)                           | 4 maart 1819     | 4 maart 1825     | DR          | 1818           |
| 8      |                                                     | William Marks                                       | William Marks (1778–1858)                           | 4 maart 1825     | 4 maart 1831     | DR (1825)   | 1825           |
| 8      | NR (1825–31)                                        | William Marks                                       | William Marks (1778–1858)                           | 4 maart 1825     | 4 maart 1831     |             | 1825           |
| 8      |                                                     | William Wilkins                                     | William Wilkins (1779–1865)                         | 4 maart 1831     | 30 juni 1834     | D           | 1830           |
| Vacant |                                                     |                                                     |                                                     |                  |                  |             | 1830           |
| 10     |                                                     | James Buchanan                                      | James Buchanan (1791–1868)                          | 6 december 1834  | 4 maart 1845     | D           | 1834           |
| 10     | 1836                                                | James Buchanan                                      | James Buchanan (1791–1868)                          | 6 december 1834  | 4 maart 1845     | D           |                |
| 10     | 1843                                                | James Buchanan                                      | James Buchanan (1791–1868)                          | 6 december 1834  | 4 maart 1845     | D           |                |
| Vacant |                                                     |                                                     |                                                     |                  |                  |             |                |
| 11     |                                                     | Simon Cameron                                       | Simon Cameron (1799–1889)                           | 10 maart 1845    | 4 maart 1849     | D           | 1845           |
| 12     |                                                     | James Cooper                                        | James Cooper (1810–1863)                            | 4 maart 1849     | 4 maart 1855     | W (1849–54) | 1849           |
| 12     | R (1854–55)                                         | James Cooper                                        | James Cooper (1810–1863)                            | 4 maart 1849     | 4 maart 1855     |             | 1849           |
| Vacant |                                                     |                                                     |                                                     |                  |                  |             |                |
| 13     |                                                     | William Bigler                                      | William Bigler (1814–1880)                          | 14 januari 1856  | 4 maart 1861     | D           | 1856           |
| 14     |                                                     | Edgar Cowan                                         | Edgar Cowan (1815–1885)                             | 4 maart 1861     | 4 maart 1867     | R           | 1861           |
| 15     |                                                     | Simon Cameron                                       | Simon Cameron (1799–1889)                           | 4 maart 1867     | 12 maart 1877    | R           | 1867           |
| 15     | 1873                                                | Simon Cameron                                       | Simon Cameron (1799–1889)                           | 4 maart 1867     | 12 maart 1877    | R           |                |
| Vacant |                                                     |                                                     |                                                     |                  |                  |             |                |
| 16     |                                                     | Donald Cameron                                      | Donald Cameron (1833–1918)                          | 20 maart 1877    | 4 maart 1897     | R           | 1877           |
| 16     | 1879                                                | Donald Cameron                                      | Donald Cameron (1833–1918)                          | 20 maart 1877    | 4 maart 1897     | R           |                |
| 16     | 1885                                                | Donald Cameron                                      | Donald Cameron (1833–1918)                          | 20 maart 1877    | 4 maart 1897     | R           |                |
| 16     | 1891                                                | Donald Cameron                                      | Donald Cameron (1833–1918)                          | 20 maart 1877    | 4 maart 1897     | R           |                |
| 17     |                                                     | Boies Penrose                                       | Boies Penrose (1860–1921)                           | 4 maart 1897     | 31 december 1921 | R           | 1897           |
| 17     | 1903                                                | Boies Penrose                                       | Boies Penrose (1860–1921)                           | 4 maart 1897     | 31 december 1921 | R           |                |
| 17     | 1909                                                | Boies Penrose                                       | Boies Penrose (1860–1921)                           | 4 maart 1897     | 31 december 1921 | R           |                |
| 17     | 1914                                                | Boies Penrose                                       | Boies Penrose (1860–1921)                           | 4 maart 1897     | 31 december 1921 | R           |                |
| 17     | 1920                                                | Boies Penrose                                       | Boies Penrose (1860–1921)                           | 4 maart 1897     | 31 december 1921 | R           |                |
| Vacant |                                                     |                                                     |                                                     |                  |                  |             |                |
| 18     |                                                     | George Pepper                                       | George Pepper (1867–1961)                           | 8 januari 1922   | 4 maart 1927     | R           |                |
| 18     | 1922                                                | George Pepper                                       | George Pepper (1867–1961)                           | 8 januari 1922   | 4 maart 1927     | R           |                |
| Vacant | Vacant                                              | Vacant                                              | Vacant                                              | Vacant           | Vacant           | Vacant      | 1926           |
| 19     |                                                     | Joe Grundy                                          | Joe Grundy (1863–1961)                              | 10 december 1929 | 1 december 1930  | R           | 1926           |
| 20     |                                                     | Jim Davis                                           | Jim Davis (1873–1947)                               | 1 december 1930  | 3 januari 1945   | R           | 1930           |
| 20     | 1932                                                | Jim Davis                                           | Jim Davis (1873–1947)                               | 1 december 1930  | 3 januari 1945   | R           |                |
| 20     | 1938                                                | Jim Davis                                           | Jim Davis (1873–1947)                               | 1 december 1930  | 3 januari 1945   | R           |                |
| 21     |                                                     | Francis Myers                                       | Francis Myers (1901–1956)                           | 3 januari 1945   | 3 januari 1951   | D           | 1944           |
| 22     |                                                     | Jim Duff                                            | Jim Duff (1883–1969)                                | 3 januari 1951   | 3 januari 1957   | R           | 1950           |
| 23     |                                                     | Joseph Clark                                        | Joseph Clark (1901–1990)                            | 3 januari 1957   | 3 januari 1969   | D           | 1956           |
| 23     | 1962                                                | Joseph Clark                                        | Joseph Clark (1901–1990)                            | 3 januari 1957   | 3 januari 1969   | D           |                |
| 24     |                                                     | Richard Schweiker                                   | Richard Schweiker (1926–2015)                       | 3 januari 1969   | 3 januari 1981   | R           | 1968           |
| 24     | 1974                                                | Richard Schweiker                                   | Richard Schweiker (1926–2015)                       | 3 januari 1969   | 3 januari 1981   | R           |                |
| 25     |                                                     | Arlen Specter                                       | Arlen Specter (1930–2012)                           | 3 januari 1981   | 3 januari 2011   | R (1981–09) | 1980           |
| 25     | 1986                                                | Arlen Specter                                       | Arlen Specter (1930–2012)                           | 3 januari 1981   | 3 januari 2011   | R (1981–09) |                |
| 25     | 1992                                                | Arlen Specter                                       | Arlen Specter (1930–2012)                           | 3 januari 1981   | 3 januari 2011   | R (1981–09) |                |
| 25     | 1998                                                | Arlen Specter                                       | Arlen Specter (1930–2012)                           | 3 januari 1981   | 3 januari 2011   | R (1981–09) |                |
| 25     | 2004                                                | Arlen Specter                                       | Arlen Specter (1930–2012)                           | 3 januari 1981   | 3 januari 2011   | R (1981–09) |                |
| 25     | D (2009–11)                                         | Arlen Specter                                       | Arlen Specter (1930–2012)                           | 3 januari 1981   | 3 januari 2011   |             |                |
| 26     |                                                     | Pat Toomey                                          | Pat Toomey (1961)                                   | 3 januari 2011   | 3 januari 2023   | R           | 2010           |
| 26     | 2016                                                | Pat Toomey                                          | Pat Toomey (1961)                                   | 3 januari 2011   | 3 januari 2023   | R           |                |
| 27     |                                                     | John Fetterman                                      | John Fetterman (1969)                               | 3 januari 2023   | heden            | D           | 2022           |